# Негрень (Телеорман)
Негрень, Негрені (рум. Negreni) — село у повіті Телеорман в Румунії. Входить до складу комуни Тетерештій-де-Жос.
Село розташоване на відстані 71 км на захід від Бухареста, 50 км на північ від Александрії, 110 км на схід від Крайови, 142 км на південь від Брашова.

## Населення
За даними перепису населення 2002 року у селі проживали 607 осіб, усі — румуни. Усі жителі села рідною мовою назвали румунську.